# BIBO

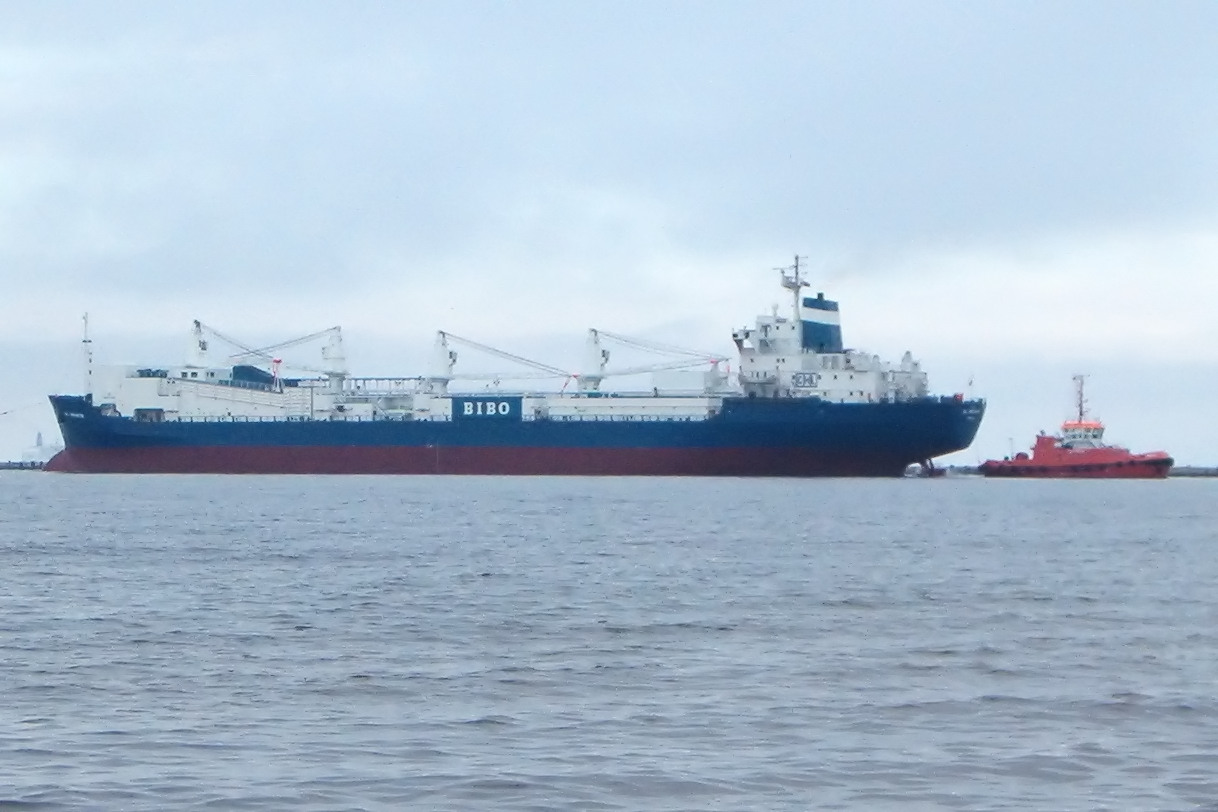
La CHL Innovator

Con il termine BIBO, acronimo di Bulk In/Bulk Out o di Bulk In/Bags Out, si intendono una tipologia di navi da trasporto, non molto numerosa, che possono effettuare l'imballaggio di un carico sfuso direttamente a bordo durante le operazioni di sbarco dello stesso. Questa tipologia di navi è utilizzata principalmente per il trasporto di prodotti agroalimentari ed in particolare dello zucchero raffinato.
La nascita delle BIBO si può far risalire al 1976 quando venne varata la CHL Innovator della società di Singapore Commodity Handling Pte Ltd. Questa nave, ottenuta con la trasformazione di una normale nave cargo, fu la prima BIBO mai realizzata. Non sono molte le navi che appartengono a questa tipologia e oltre la Innovator vanno ricordate la CHL Progressor, della stessa compagnia, e la MRS Pioneer della compagnia australiana Mackay Refined Sugars. Quest'ultima è una delle poche navi esistenti espressamente progettata come BIBO.
Sono state realizzate anche altre navi di questa tipologia, quasi sempre ottenute trasformando vascelli da carico già esistenti.
Il vantaggio principale delle BIBO rispetto alle altre navi cargo è dato dal risparmio di tempo che si ottiene nelle operazioni di carico e scarico. Infatti con queste navi è possibile caricare il prodotto allo stato sfuso nel porto di partenza e consegnarlo già imballato nel porto di destinazione, cosa impossibile con una nave da carico normale. Inoltre con le BIBO è possibile assicurare un prodotto finale di alta qualità e con poche dispersioni.
Di contro la trasformazione della nave è un'operazione piuttosto costosa e vanno sempre tenute presenti le diverse metodologie di carico e scarico seguite, o possibili, nei diversi porti toccati da queste navi. Inoltre è necessario mantenere un costante rapporto con i diversi operatori a terra.

## Caratteristiche
Le navi BIBO mantengono dimensioni relativamente modeste e comprese tra le 20.000 e le 40.000 tonnellate di portata lorda. La lunghezza varia tra i 170 e 190 metri. L'età media è piuttosto elevata, proprio perché spesso sono realizzate modificando altre navi, e si attesta tra i 20 e i 30 anni. Le caratteristiche principali delle BIBO sono:
- l'eliminazione delle stive che vengono sostituite con delle celle dotate di agitatori meccanici che mantengono in continuo movimento il carico
- la creazione sul ponte principale dei convogliatori, delle sale di controllo e della linea di imballaggio
- la presenza a bordo di magazzini nei quali stoccare sia i prodotti da imballare che i loro imballaggi
- misure di sicurezza volte ad eliminare i pericoli di esplosioni derivanti dalle polveri in sospensione. Vengono quindi utilizzate la ventilazione costante delle celle, l'uso di sistemi di monitoraggio della quantità di polvere in sospensione e utilizzo di gas inerti, al posto dell'aria, quale atmosfera nelle celle.

## Modalità di lavorazione
Il carico viene effettuato direttamente dai grandi depositi realizzati in acciaio inossidabile costruiti nel porto di partenza. In genere per una nave da 40.000 tonnellate di portata lorda questa operazione richiede tre giorni con una media di carico di circa 700 tonnellate/ora.
Nel porto di destinazione un sistema di recupero permette di inviare il carico al ponte di lavorazione che di solito è il ponte principale della nave. Il carico può essere scaricato ancora allo stato sfuso, e allora si parla di Bulk Out, in altri magazzini oppure può venire imballato sulla apposita linea dagli operai, di solito in sacchi da 50 kg e, attraverso un nastro trasportatore, caricato direttamente sui diversi mezzi (Bags Out). Con questo sistema si possono scaricare 3.000 tonnellate di carico nelle 24 ore In alcuni casi si può arrivare a scaricare anche 5.000 tonnellate al giorno.